# 坂田麻衣
坂田 麻衣（さかた まい、1992年4月14日 - ）は、日本の女優。東京都出身。ジールアソシエイツ所属。
身長160cm。血液型はA型。日本大学芸術学部映画学科卒。2013年10月から2014年4月にかけて劇団モダンスイマーズに所属。

## 出演

### ドラマ
- 相棒 season12 第2話「殺人の定理」（2013年10月23日） - 西野恭子 役

### 映画
- 少女たちよ（2011年） - 主演[1]
- Daring（2012年） - 主演[1]
- Plastic Love Story（2014年） - 主演[1]

### テレビ
- タイムスクープハンター シーズン4（2012年、NHK）[1]

### 舞台
- ワガマチマチ（2012年）[1]
- グレイテスト・ヒッツ・テラヤマ（2013年） - 主演[1]
- 死ンデ、イル。（2013年） - 主演[1]

### PV
- Every Little Thing（2010年）※デビュー作[3]
- ブロードメディア G-cluster（2012年）[1]